# نادي شهرداري أردبيل
نادي شهرداري أردبيل (بالفارسية: باشگاه فوتبال شهرداری اردبیل)، هي نادي رياضي لكرة القدم في إيران، تأسس النادي سنة 1998، وتستضيف ملعب علي دائي مباريات النادي.